# PPAD (complexité)
En informatique théorique, PPAD (Polynomial Parity Arguments on Directed graphs) est une classe de complexité introduite par Christos Papadimitriou en 1994. Cette classe est importante en théorie des jeux algorithmique car elle contient le problème de calculer un équilibre de Nash et ce problème a été démontré PPAD-complet par Chen et Deng en 2005.